# 600
سنة 600 م كانت سنة كبيسة ابتدأت يوم الجمعة، وحدث فيها ما يلي:

## أحداث
- تأسيس مدينة نوتنغهام وتقع حاليا في المملكة المتحدة.
- نشوء المملكة الفريزية، (تقريبي).

## مواليد
- زينب بنت محمد، أكبر بنات النبي محمد.

## وفيات
- هوذة الحنفي، ملك نصراني، وسيد من سادات العرب.
- الحارث بن ظالم المري، ضرب به المثل؛ فقيل «أمنع من الحارث».
- النعمان بن حميضة البارقي، والد الصحابي حميضة بن النعمان حميضة البارقي.